# Система водопостачання інків
Система водопостачання інків — розгалужена система в імперії інків Тауантінсую, що спрямовувала воду для систематичного зрошення сільськогосподарських полів і терас (іригаційна система) та постійного забезпечення водою містян через акведуки, навіть у доволі складних (пустельних, гірських) місцевостях. Тераси, канали та акведуки найкраще представлені в археологічних пам'ятках Куско, Мачу-Пікчу, Пісак, Тіпон, Кахамарка, Морай, Ольянтайтамбо, Саксайуаман, Тамбомачай, Тамбо-Колорадо.

## Іригація, канали, тераси
Інки розвинули здобутки в побудові каналів, терас та іригації, успадкувавши знання попередніх цивілізацій Тіауанако, Наска, Уарі, Чиму зі штучного зрошення. При цьому досягнення усіх їх були систематизовані та вдосконалені інками, а потім поширенні скрізь по своїй імперії.
Зрошувальні системи інків вражаючи та великі будови, що складалися з каналів, водосховищ, фонтанів та інших споруд, які проводили воду на пустельні і посушливі землі, особливо на узбережжі, а також у горах та високогір'ях.
Вони проводилися з річок, в залежності від їх глибини та сили, інки викопували канали або канави, з яких вода потрапляла до сільськогосподарських угідь. Особливістю інків були тераси. Втім вони не були винаходом інкських інженерів. Тераси також за допомогою каналів сполучалися з річками, струмками або підземними озерами.
Інки удосконалили систему «вертикальних полів», створюючи поливні тераси не тільки для розширення оброблюваних площ, але і для захисту земель від небезпеки ерозії. Роботи такого роду припускали використання складної будівельної техніки та високий рівень наукових знань. І тим не менше такі тераси зводилися на всій території імперії.
Їх налічувалися багато тисяч — в горах, долинах і ущелинах, звернених до узбережжя. В кожному з відомих на сьогодні міст тераси в купі зі іригаційною системою при загальностях наділені особливостями. Інки зводили відкриті і підземні трубопроводи, канали, що проходили під руслами річок, здійснювали відведення підземних вод, що випливали з товщі гірських порід і збігали до океану (дренаж заболочених місцин), відкриті канали довжиною 750 км, прокладені на крутих гірських схилах, вода яких зрошувала тисячі гектарів ріллі. Це в свою чергу дозволяла отримувати постійні врожаї, навіть у складних природних місцевостях, що допомагала уникнути голоду серед населення і відповідно соціальних заворушень.
З 1970-х років американські інженери і агрономи вивчали інкську систему землеробства і не без успіху застосовували її в різних штатах США.

## Акведуки

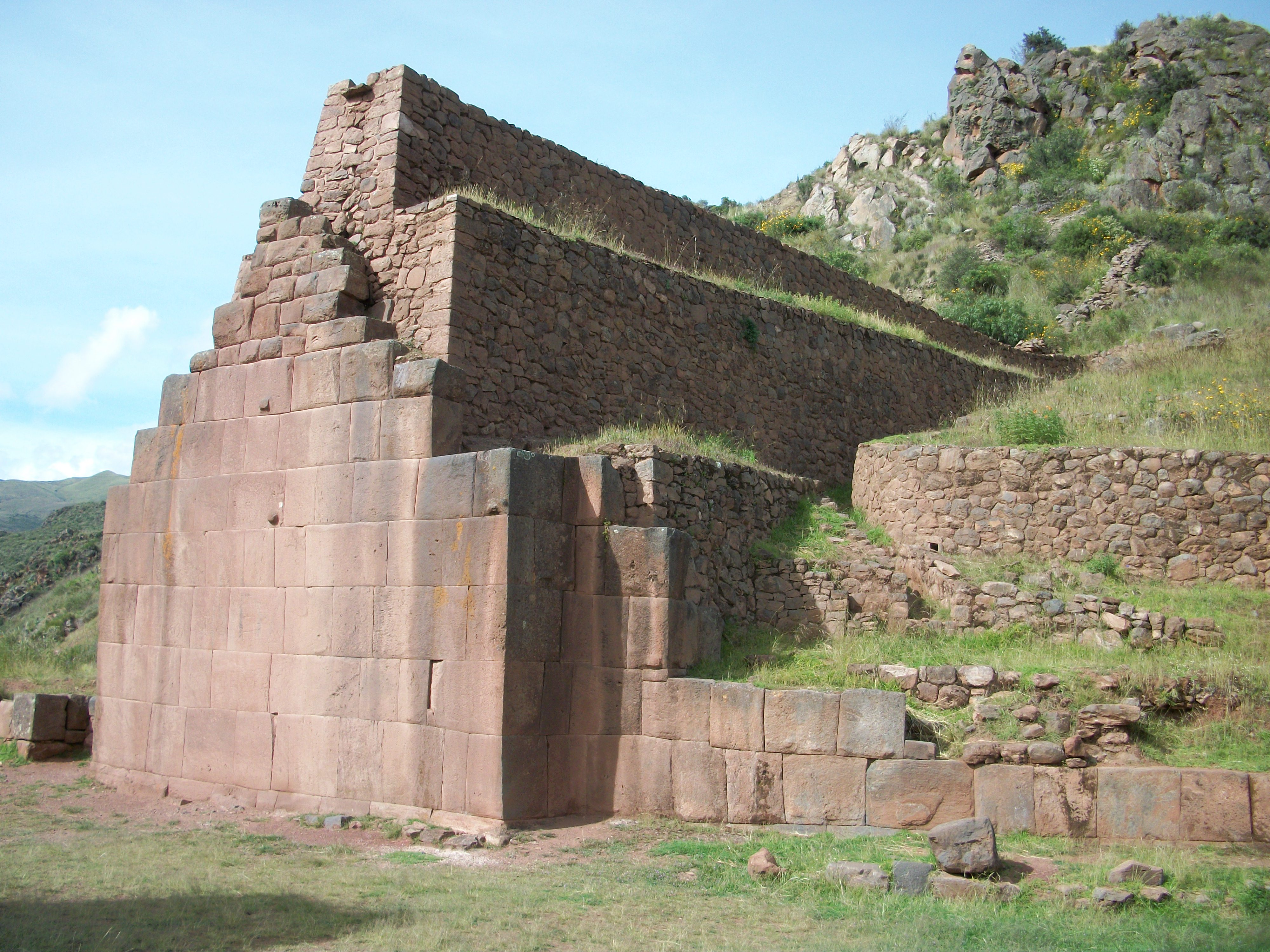
Залишки акведуку інків

Акведуки забезпечували питною водою жителів різних міст імперії, що відображали гідравлічно-інженерні можливості інків. Вода переміщувалася до резервуарів та водосховищ (особливо високо у гора).
З огляду на нерівну місцевість, з багатьма пагорбами, підійомами, воду від джерел до місця призначення по акведукам доставляли у декілька етапів на кшталт каскаду: спочатку вода поступала на більш високу точки (пагорб, гору), де інкські інженери влаштовували резервуар води, а вже звідти вода по акведуку поступала до визначеного місця. Тому акведуки зазвичай являли собою складну систему, що тягнулася на сотні кілометрів.
Інкські інженери могли послаблювати потоки води через зменшення діаметра акведуків або навпаки збільшували їх в залежності від необхідності. Завдяки цим знанням у гідравліці інку спрямовували воду задля насичення водою фонтанів, лазень, місць відпочинку Сапа Інки, його родичів, представників династії та знаті імперії. Завдяки цьому поставали курортні, бальнологічні курорти.
В деяких випадках акведуки з'єднувалися з іригаційними каналами, таким чином забезпечували водою населення та надавали воду для поливу сільськогосподарських культур, напування скота.